# Perissomerus ruficollis
Perissomerus ruficollis là một loài bọ cánh cứng trong họ Cerambycidae.